# Tickle Me Elmo

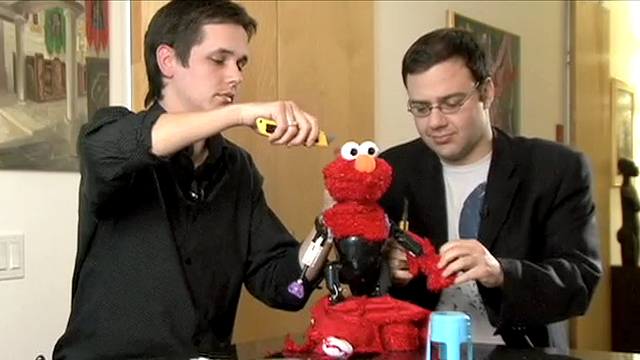
Parte do vídeo "Dissecando o Elmo vivo".

Tickle Me Elmo (Faça cócegas em mim, Elmo) é um brinquedo para criança da Tyco, introduzido nos Estados Unidos em 1996, se tornando o topo da moda passageira desse ano. Na cor vermelha brilhante baseado em Elmo, um personagem muppet da Vila Sésamo,quando apertado, Elmo rirá. Quando apertado três vezes sucessivamente, Elmo começa a tremer e rir histericamente.
Em 1996, o Tickle Me Elmo foi um brinquedo "tenho que ter". Muitos pais literalmente brigaram com outros pais nas lojas norte-americanas para comprar um brinquedo como presente de Natal. O pouco suprimento do brinquedo, devido à inesperada procura, fez as lojas subirem o preço dos bonecos drasticamente. Os classificados dos jornais também venderam o brinquedo de pelúcia centenas de dólares estadunidense. As pessoas relataram que conseguiram o brinquedo por os US$ 28,99 tanto quanto por US$ 1500.
Um caixa na Hot Topic em Forks, estado de Washington, Estados Unidos esteve entre os prejudicados "pela Elmo-mania". Uma multidão de 300 foi à loja no dia 14 de Dezembro de 1996; ao encontrá-lo com um dos brinquedos restantes, ele foi derrubado e pisoteado. Segundo a People, o caixa "sofreu uma luxação, danos nas costas, maxilar e joelho, uma costela quebrada e uma concussão.

## Contexto do brinquedo
A risada que vibra produzida por Tickle Me Elmo usa uma grande versão maior do motor de vibração encontrado em telefones celulares e controles de videogame que apresentam o háptico de força

## Outros brinquedos Tickle Me
Em fevereiro de 1997, os brinquedos Tickle Me Ernie e Tickle Me Big Bird foram lançados, seguidos por Tickle Me Cookie Monster em maio. Nenhum desses brinquedos teve tanto êxito de vendas e fama. Com o relançamento de Tickle Me Elmo, mini Tickle Me Cookie Monster e mini Tickle Me Ernie também foram postos no mercado.
A "Edição Surpresa" de  Tickle Me Elmo, lançada no outono de 2001, foi um concurso elaborado. Cinco das "Edições Surpresa" de Elmo deixaram de rir no dia 9 de janeiro de 2002, e em vez disso anunciaram aos seus proprietários que os apertavam que eles tinham ganhado um prêmio. O grande prêmio foi de US$200,000.

### TMX
Um novo boneco Elmo, anunciado na American International Toy Fair 2006, é chamado TMX (significando Tickle Me (Elmo) Ten ou Tickle Me Extreme). Antes que vibrar simplesmente como o original, o TMX rola ao redor do chão e o socando e pede para o provocador da cócegas para parar. O novo visual do boneco não foi revelado até sua estréia ao vivo no Good Morning America da ABC e chegasse às prateleiras das lojas no dia 19 de setembro de 2006. Até mesmo a caixa foi projetada para que o boneco não possa ser visto sem comprá-lo.Uma aba de visualização está incluída, mas sobre a abertura, você vê olhos de Elmo. Ele diz "Ai, ai, ai, ai! Não espreitar!" e dá risadinhas. Ele necessita seis baterias AA (que estão inclusas), e os preços aproximadamente US$40. Os peritos em brinquedos dizem que o atraso é sem precedente, com só algumas pessoas nos meios de comunicação permitidas à visualização do produto, todas assinando acordo de confidência. Em um clipe promocional, Jim Silver, o co-publicador da revista Toy Wishes diz "a primeira reação que tive foi, 'Onde estão os arames?' Como não pensei que algo assim pode mover-se sozinho".
O analista de brinquedo Chris Byrne disse ao USA Today, "Isto é um pulo de quantidade para a frente, outra ruptura na categoria de pelúcia pré-escolar." Byrne acredita que as vendas serão altas, mas a reação não será como sem precedente. "A cultura moveu-se além disso sobre o fenômeno de brinquedo "quente"." Ele cita o fato não houve tal entusiasmo passageiro desde Furby em 1998. Contudo, alguns membros dos meios de comunicação estão esperando uma grande resposta.
As lojas Toys R Us e Amazon tiveram um programa de pré-venda do boneco, as primeiras exposições nas lojas incluin uma contagem regressiva digital para o lançamento do boneco. A Amazon tevemais ordens de pré-venda do que ela pôde cumprir.
Como com o boneco original Tickle Me Elmo, a exigência por um novo brinquedo deu a origem a atos extremos por algumas pessoas. Uma pessoa em Tampa, Flórida foi alegadamente ameaçada com uma arma para entregar um brinquedo de TMX. Isto foi parodiado no Saturday Night Live, que disse que o homem "foi subued pelo novo 'Gimmie uma Razão Bert'"
A Mattel credita este brinquedo, junto com dois outros, pela sua performance no aumento da ação daquela época, um ano antes. O TMX também ajudou a aumentar vendas de outros brinquedos de Elmo.[carece de fontes?]

### Variações
Há três versões do boneco TMX doll, um que contem um aviso de "Cuidado" (Warning)one na frente (o que muitos dos bonecos TMX te agora), o aviso de Top Secret (que foi somente para lançamento o fazendo mais raro), e um que contém uma abertura como um e buraco e uma tampa sobre ele para ver o brinquedo. As caixas de "Cuidado" e "Top Secret" são idênticas exceto pela variação no texto na frente delas, e Elmo diz coisas diferentes quando abrer a tampa do buraco. Quando a tampa da caixa "Top Secret" é aberta, Elmo diz: "Uh uh uh! No peeking! Hahahaha!" (Uh uh uh! Nada de espiar! Hahahaha!). Quando a tampa da caixa "Cuidado" é aberta, ele diz: "Elmo feels really ticklish in here! Hahahaha!" (Elmo se sente realmente coceguento aqui dentro! Hahahaha!) Entretanto algumas caixas "Top Secret" no Reino Unido reportaram ter sons diferentes, p.ex. "Elmo feels very ticklish in here" ("Elmo se sente muito coceguento aqui dentro") etc; quando a tampa é levantada.
A Mattel lançou versões do brinquendo com Ernie e Cookie Monster

### eXtra Special Edition
Para a estação natalina de 2007, a Mattel lançou uma versão com surpresas escondidas. A Mattel proveu um website com pistas rimadas quepodiam ajudar as mensagens especiais.